# Vitesse individuelle masculine aux Jeux olympiques d'été de 1996
Navigation
Barcelone 1992 Sydney 2000
La vitesse individuelle masculine est l'une des huit compétitions de cyclisme sur piste aux Jeux olympiques de 1996. Elle a lieu du 24 au 28 juillet 1996. Les duels sont disputés sur 3 tours de piste (soit 750 mètres) et les temps sont calculés sur les 200 dernier mètres.
L'Allemand Jens Fiedler  conserve son titre de champion olympique.

## Résultats

### Qualifications (24 juillet)
À l'issue des 200 mètres contre-la-montre, tous les coureurs sont qualifiés et répartis dans un premier tour en fonction de leur temps.
| Rang | Coureur                | Pays               | Temps           |
| ---- | ---------------------- | ------------------ | --------------- |
| 1    | Gary Neiwand           | Australie          | 10 s 129 Q (RO) |
| 2    | Curt Harnett           | Canada             | 10 s 175 Q      |
| 3    | Marty Nothstein        | États-Unis         | 10 s 176 Q      |
| 4    | Jens Fiedler           | Allemagne          | 10 s 232 Q      |
| 5    | Eyk Pokorny            | Allemagne          | 10 s 233 Q      |
| 6    | Darryn Hill            | Australie          | 10 s 329 Q      |
| 7    | Pavel Buráň            | République tchèque | 10 s 389 Q      |
| 8    | Florian Rousseau       | France             | 10 s 397 Q      |
| 9    | Viesturs Bērziņš       | Lettonie           | 10 s 463 Q      |
| 10   | Roberto Chiappa        | Italie             | 10 s 473 Q      |
| 11   | José Moreno            | Espagne            | 10 s 492 Q      |
| 12   | William Clay           | États-Unis         | 10 s 543 Q      |
| 13   | Georgios Khimonetos    | Grèce              | 10 s 559 Q      |
| 14   | Frédéric Magné         | France             | 10 s 602 Q      |
| 15   | José Antonio Escuredo  | Espagne            | 10 s 630 Q      |
| 16   | Martin Hrbáček         | Slovaquie          | 10 s 693 Q      |
| 17   | Jean-Pierre van Zyl    | Afrique du Sud     | 10 s 695 Q      |
| 18   | Lampros Vasilopoulos   | Grèce              | 10 s 726 Q      |
| 19   | Yuichiro Kamiyama      | Japon              | 10 s 772 Q      |
| 20   | Peter Bazálik          | Slovaquie          | 10 s 837 Q      |
| 21   | Gianluca Capitano      | Italie             | 10 s 895 Q      |
| 22   | Hyeon Byeong-Cheol     | Corée du Sud       | 11 s 001 Q      |
| 23   | Darren McKenzie-Potter | Nouvelle-Zélande   | 11 s 211 Q      |
| 24   | Claus Martínez         | Bolivie            | 12 s 341 Q      |

### Premier tour (24 juillet)
Le premier tour consiste en douze séries de deux coureurs répartis en fonction du temps des qualifications. Les vainqueurs accèdent au deuxième tour, les perdants vont en repêchage.
| Série | Rang | Coureur                | Pays             | Temps    |
| ----- | ---- | ---------------------- | ---------------- | -------- |
| 1     | 1    | Gary Neiwand           | Australie        | 14 s 373 |
| 1     | 2    | Claus Martínez         | Bolivie          |          |
| 2     | 1    | Curt Harnett           | Canada           | 11 s 380 |
| 2     | 2    | Darren McKenzie-Potter | Nouvelle-Zélande |          |
| 3     | 1    | Marty Nothstein        | États-Unis       | 11 s 415 |
| 3     | 2    | Hyeon Byeong-Cheol     | Corée du Sud     |          |
| 4     | 1    | Jens Fiedler           | Allemagne        | 11 s 722 |
| 4     | 2    | Gianluca Capitano      | Italie           |          |
| 5     | 1    | Eyk Pokorny            | Allemagne        | 10 s 995 |
| 5     | 2    | Peter Bazálik          | Slovaquie        |          |
| 6     | 1    | Darryn Hill            | Australie        | 11 s 192 |
| 6     | 2    | Yuichiro Kamiyama      | Japon            |          |

| Série | Rang | Coureur               | Pays               | Temps    |
| ----- | ---- | --------------------- | ------------------ | -------- |
| 7     | 1    | Pavel Buráň           | République tchèque | 11 s 700 |
| 7     | 2    | Lampros Vasilopoulos  | Grèce              |          |
| 8     | 1    | Florian Rousseau      | France             | 11 s 296 |
| 8     | 2    | Jean-Pierre van Zyl   | Afrique du Sud     |          |
| 9     | 1    | Viesturs Bērziņš      | Lettonie           | 10 s 008 |
| 9     | 2    | Martin Hrbáček        | Slovaquie          |          |
| 10    | 1    | Roberto Chiappa       | Italie             | 10 s 898 |
| 10    | 2    | José Antonio Escuredo | Espagne            |          |
| 11    | 1    | Frédéric Magné        | France             | 10 s 740 |
| 11    | 2    | José Moreno           | Espagne            |          |
| 12    | 1    | Georgios Khimonetos   | Grèce              | 11 s 182 |
| 12    | 2    | William Clay          | États-Unis         |          |

### Premier tour - Repêchages (24 juillet)
Les douze perdants du premier tour se mesurent dans six séries de deux coureurs, chaque gagnant est repêché pour le deuxième tour. Le perdant est éliminé.
| Série | Rang | Coureur                | Pays             | Temps      |
| ----- | ---- | ---------------------- | ---------------- | ---------- |
| 1     | 1    | William Clay           | États-Unis       | 11 s 191 Q |
| 1     | 2    | Claus Martínez         | Bolivie          |            |
| 2     | 1    | José Moreno            | Espagne          | 11 s 017 Q |
| 2     | 2    | Darren McKenzie-Potter | Nouvelle-Zélande |            |
| 3     | 1    | José Antonio Escuredo  | Espagne          | 11 s 257 Q |
| 3     | 2    | Hyeon Byeong-Cheol     | Corée du Sud     |            |

| Série | Rang | Coureur              | Pays           | Temps      |
| ----- | ---- | -------------------- | -------------- | ---------- |
| 4     | 1    | Martin Hrbáček       | Slovaquie      | 11 s 076 Q |
| 4     | 2    | Gianluca Capitano    | Italie         |            |
| 5     | 1    | Peter Bazálik        | Slovaquie      | 11 s 222 Q |
| 5     | 2    | Jean-Pierre van Zyl  | Afrique du Sud |            |
| 6     | 1    | Lampros Vasilopoulos | Grèce          | 11 s 060 Q |
| 6     | 2    | Yuichiro Kamiyama    | Japon          |            |

### Deuxième tour (25 juillet)
Le deuxième tour consiste en neuf séries de deux coureurs. Les vainqueurs accèdent au deuxième tour, les perdants vont en repêchage.
| Série | Rang | Coureur               | Pays       | Temps      |
| ----- | ---- | --------------------- | ---------- | ---------- |
| 1     | 1    | Gary Neiwand          | Australie  | 11 s 249 Q |
| 1     | 2    | Lampros Vasilopoulos  | Grèce      |            |
| 2     | 1    | Curt Harnett          | Canada     | 11 s 058 Q |
| 2     | 2    | Peter Bazálik         | Slovaquie  |            |
| 3     | 1    | Marty Nothstein       | États-Unis | 10 s 899 Q |
| 3     | 2    | Martin Hrbáček        | Slovaquie  |            |
| 4     | 1    | Jens Fiedler          | Allemagne  | 10 s 597 Q |
| 4     | 2    | José Antonio Escuredo | Espagne    |            |
| 5     | 1    | Eyk Pokorny           | Allemagne  | 10 s 966 Q |
| 5     | 2    | José Moreno           | Espagne    |            |

| Série | Rang | Coureur             | Pays               | Temps      |
| ----- | ---- | ------------------- | ------------------ | ---------- |
| 6     | 1    | Darryn Hill         | Australie          | 10 s 811 Q |
| 6     | 2    | William Clay        | États-Unis         |            |
| 7     | 1    | Pavel Buráň         | République tchèque | 11 s 272 Q |
| 7     | 2    | Georgios Khimonetos | Grèce              |            |
| 8     | 1    | Florian Rousseau    | France             | 10 s 745 Q |
| 8     | 2    | Frédéric Magné      | France             |            |
| 9     | 1    | Viesturs Bērziņš    | Lettonie           | 11 s 044 Q |
| 9     | 2    | Roberto Chiappa     | Italie             |            |

### Deuxième tour - Repêchages (25 juillet)
Les neuf perdants du deuxième tour se mesurent dans trois séries de trois coureurs, chaque gagnant est repêché pour le deuxième tour. Le perdant est éliminé.
| Série | Rang | Coureur              | Pays       | Temps       |
| ----- | ---- | -------------------- | ---------- | ----------- |
| 1     | 1    | Roberto Chiappa      | Italie     | 11 s 378 Q  |
| 1     | 2    | Lampros Vasilopoulos | Grèce      |             |
| 1     | DQ   | William Clay         | États-Unis | disqualifié |

| Série | Rang | Coureur             | Pays      | Temps      |
| ----- | ---- | ------------------- | --------- | ---------- |
| 2     | 1    | José Moreno         | Espagne   | 11 s 089 Q |
| 2     | 2    | Georgios Khimonetos | Grèce     |            |
| 2     | 3    | Peter Bazálik       | Slovaquie |            |

| Série | Rang | Coureur               | Pays      | Temps      |
| ----- | ---- | --------------------- | --------- | ---------- |
| 3     | 1    | Frédéric Magné        | France    | 11 s 035 Q |
| 3     | 2    | Martin Hrbáček        | Slovaquie |            |
| 3     | 3    | José Antonio Escuredo | Espagne   | forfait    |

### Huitièmes de finale (26 juillet)
Les douze coureurs sont répartis dans six manches. Chaque gagnant est qualifié directement pour les quarts de finale alors que les perdants obtiennent une deuxième chance aux repêchages.
| Série | Rang | Coureur         | Pays       | Temps      |
| ----- | ---- | --------------- | ---------- | ---------- |
| 1     | 1    | Gary Neiwand    | Australie  | 11 s 625 Q |
| 1     | 2    | Frédéric Magné  | France     |            |
| 2     | 1    | Curt Harnett    | Canada     | 10 s 793 Q |
| 2     | 2    | José Moreno     | Espagne    |            |
| 3     | 1    | Marty Nothstein | États-Unis | 11 s 047 Q |
| 3     | 2    | Roberto Chiappa | Italie     |            |

| Série | Rang | Coureur          | Pays               | Temps      |
| ----- | ---- | ---------------- | ------------------ | ---------- |
| 4     | 1    | Jens Fiedler     | Allemagne          | 10 s 808 Q |
| 4     | 2    | Viesturs Bērziņš | Lettonie           |            |
| 5     | 1    | Florian Rousseau | France             | 10 s 828 Q |
| 5     | 2    | Eyk Pokorny      | Allemagne          |            |
| 6     | 1    | Darryn Hill      | Australie          | 11 s 008 Q |
| 6     | 2    | Pavel Buráň      | République tchèque |            |

### Huitièmes de finale - Repêchages (26 juillet)
Les repêchages consistent en deux séries de trois coureurs, soit les six éliminés des huitièmes de finale. Les deux gagnants de ces séries accèdent aux quarts de finale alors que les perdants concourent pour les places 9 à 12.
| Série | Rang | Coureur          | Pays               | Temps      |
| ----- | ---- | ---------------- | ------------------ | ---------- |
| 1     | 1    | Frédéric Magné   | France             | 10 s 975 Q |
| 1     | 2    | Pavel Buráň      | République tchèque |            |
| 1     | 3    | Viesturs Bērziņš | Lettonie           |            |

| Série | Rang | Coureur         | Pays      | Temps      |
| ----- | ---- | --------------- | --------- | ---------- |
| 2     | 1    | Eyk Pokorny     | Allemagne | 10 s 982 Q |
| 2     | 2    | Roberto Chiappa | Italie    |            |
| 2     | 3    | José Moreno     | Espagne   |            |

### Quarts de finale (27 juillet)
Pendant ces quatre quarts de finale, les coureurs s'affrontent dans des duels au meilleur des trois manches. Les quatre gagnants se qualifient pour les demi-finales, alors que les éliminés s'affronteront pour les places 5 à 8.
| Série | Rang | Coureur        | Pays      | Résultats |
| ----- | ---- | -------------- | --------- | --------- |
| 1     | 1    | Gary Neiwand   | Australie | 2         |
| 1     | 2    | Eyk Pokorny    | Allemagne | 0         |
| 2     | 1    | Curt Harnett   | Canada    | 2         |
| 2     | 2    | Frédéric Magné | France    | 1         |

| Série | Rang | Coureur          | Pays       | Résultats |
| ----- | ---- | ---------------- | ---------- | --------- |
| 3     | 1    | Marty Nothstein  | États-Unis | 2         |
| 3     | 2    | Darryn Hill      | Australie  | 0         |
| 4     | 1    | Jens Fiedler     | Allemagne  | 2         |
| 4     | 2    | Florian Rousseau | France     | 0         |

### Demi-finales (27 juillet)
Les coureurs s'affrontent dans des duels au meilleur des trois manches. Les deux gagnants se qualifient pour la finale.
| Série | Rang | Coureur      | Pays      | Résultats |
| ----- | ---- | ------------ | --------- | --------- |
| 1     | 1    | Jens Fiedler | Allemagne | 2         |
| 1     | 2    | Gary Neiwand | Australie | 0         |

| Série | Rang | Coureur         | Pays       | Résultats |
| ----- | ---- | --------------- | ---------- | --------- |
| 2     | 1    | Marty Nothstein | États-Unis | 2         |
| 2     | 2    | Curt Harnett    | Canada     | 0         |

### Classement 3-4 (28 juillet)
Les coureurs s'affrontent pour la médaille de bronze au meilleur des trois manches. Comme Curt Harnett remporte les deux premières manches, la troisième n'est pas courue.
| Rang | Coureur      | Pays      | Résultat |
| ---- | ------------ | --------- | -------- |
| 3    | Curt Harnett | Canada    | 2        |
| 4    | Gary Neiwand | Australie | 0        |

### Finale (28 juillet)
La finale se dispute au meilleur des trois manches. Jens Fiedler remporte les deux manches et conserve son titre de champion olympique.
| Rang | Coureur         | Pays       | Résultat |
| ---- | --------------- | ---------- | -------- |
| 1    | Jens Fiedler    | Allemagne  | 2        |
| 2    | Marty Nothstein | États-Unis | 0        |

### Classement final
- Résultats des matchs de classement
- Classement final

## Sources
- Résultats